# Bene culturale importante (Giappone)

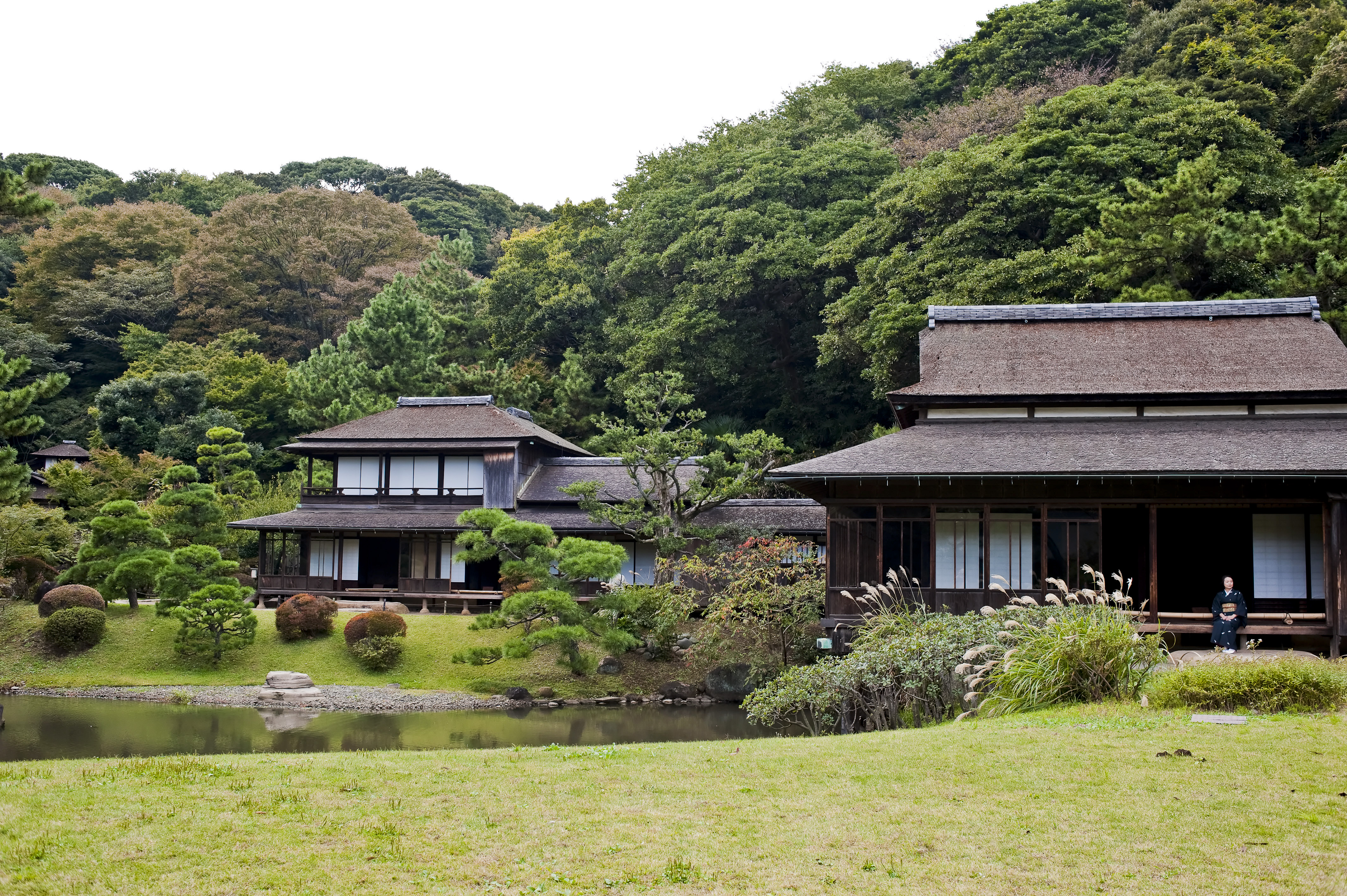
Giardino giapponese Sankei-en a Yokohama, designato come Bene culturale importante

Un Bene culturale importante (重要文化財?, jūyō bunkazai) del Giappone è un bene culturale tangibile come un edificio, un'opera d'arte, un reperto archeologico, un pezzo di artigianato o un documento storico che ha un alto valore storico e artistico. È riferito ai beni culturali designati dal governo giapponese (Ministero dell'Istruzione, Cultura, Sport, Scienza e Tecnologia), in base alla Legge sulla protezione dei beni culturali, come di alto valore. In Giappone esiste una distinzione tra beni tangibili (有形文化財, Yūkei bunkazai) e beni intangibili (無形文化財, Mukei bunkazai). Per essere nominato, il bene culturale deve soddisfare un certo numero di criteri e seguire una procedura di nomina regolamentata dalla legge. Importanti beni culturali possono diventare anche tesori nazionali.

## Classificazione
Al fine di proteggere il patrimonio culturale del Giappone, nel maggio 1950 è stato emanato il Cultural Property Protection Act (文化財保護法, Bunkazai hogohō, legge per la protezione dei beni culturali). La legge prevede una "procedura per la nomina" (指定制度, Shiteiseido) dei beni culturali, che impone limiti all'alterazione, riparazione ed esportazione dei beni culturali.
Oltre al processo di nomina, c'è anche un "processo di registrazione" (登録制度, Tōrokuseido) che garantisce un basso livello di protezione e cura. Ciò significa che un bene culturale passa prima attraverso la registrazione e poi il processo di nomina per ottenere lo status di bene culturale ufficiale. Si distingue tra beni culturali materiali e immateriali. I beni culturali tangibili (in contrapposizione ai beni culturali immateriali) come edifici, dipinti, sculture, libri antichi, documenti storici e reperti archeologici possono essere classificati come "Bene culturale importante". In quanto importanti beni culturali, sono divisi in tre classi: importanti beni culturali a livello cittadino (市定重要文化財, Shijō Jūyō Bunkazai), a livello di prefettura (県定重要文化財, Kenjō ~) o nazionale (国定重要文化財, Kokujō ~). L'assegnazione alle classi è cumulativa, non esclusiva. Ad esempio, il giardino giapponese "Sankei-en" a Naka-ku, Yokohama è classificato come importante bene culturale della città e del paese. Gli importanti beni culturali possono essere dichiarati anche tesori nazionali.

## Elenco
Secondo la relazione del 1 aprile 2011 dell'Agenzia per gli Affari Culturali, il catalogo degli importanti beni culturali è composto da un totale di 12.761 pezzi (di cui 1.082 tesori nazionali). Più precisamente:

### Edifici o strutture
- 2.374 siti storici, in realtà 4.404 edifici protetti e altre strutture.

### Belle arti e mestieri
- 1.969 dipinti
- 2.647 incisioni
- 2.422 pezzi di artigianato
- 1.876 calligrafie o libri
- 734 vecchi documenti
- 578 pezzi archeologici
- 161 risorse storiche

## Alcuni beni culturali importanti del Giappone

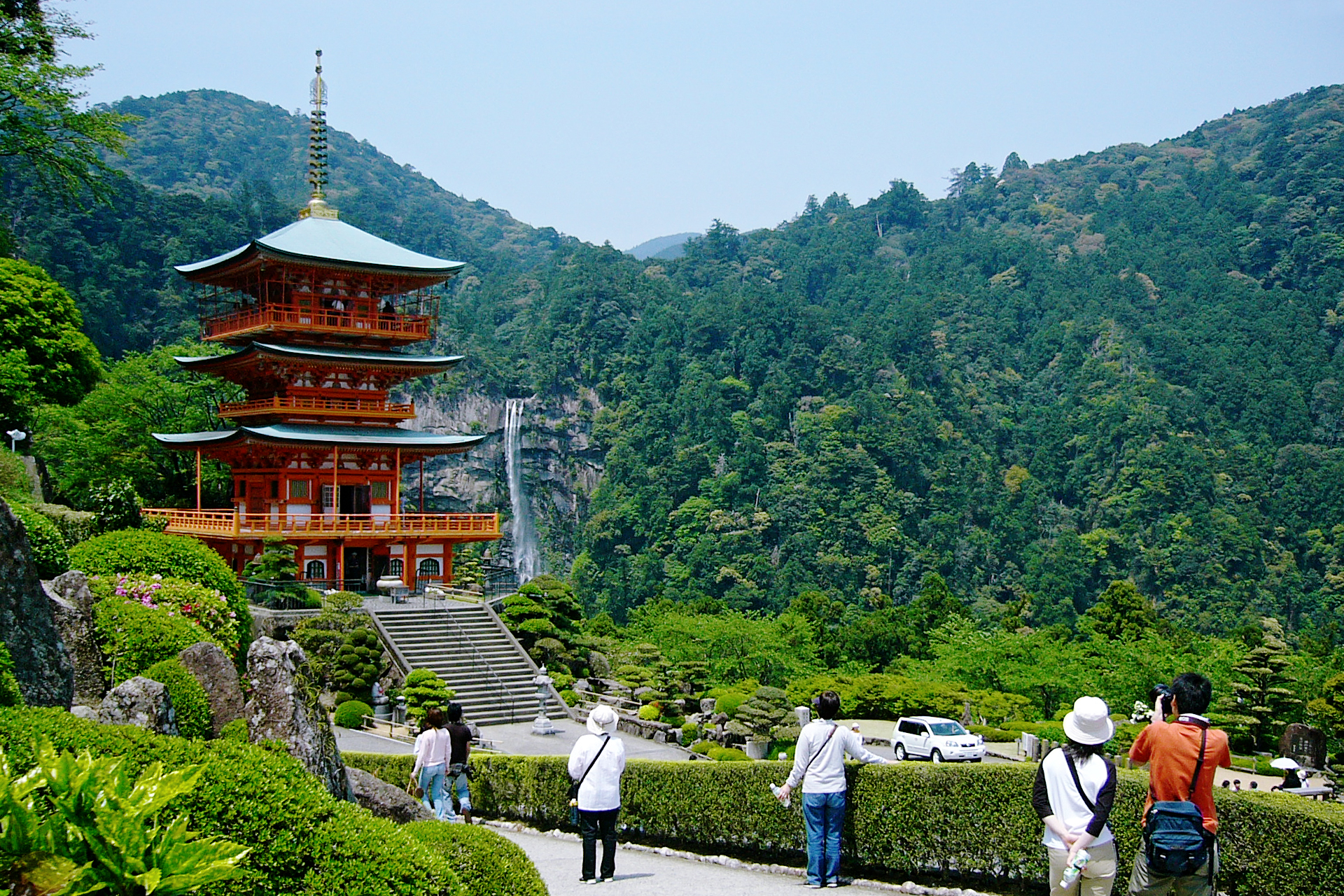
Seiganto-ji, Prefettura di Wakayama
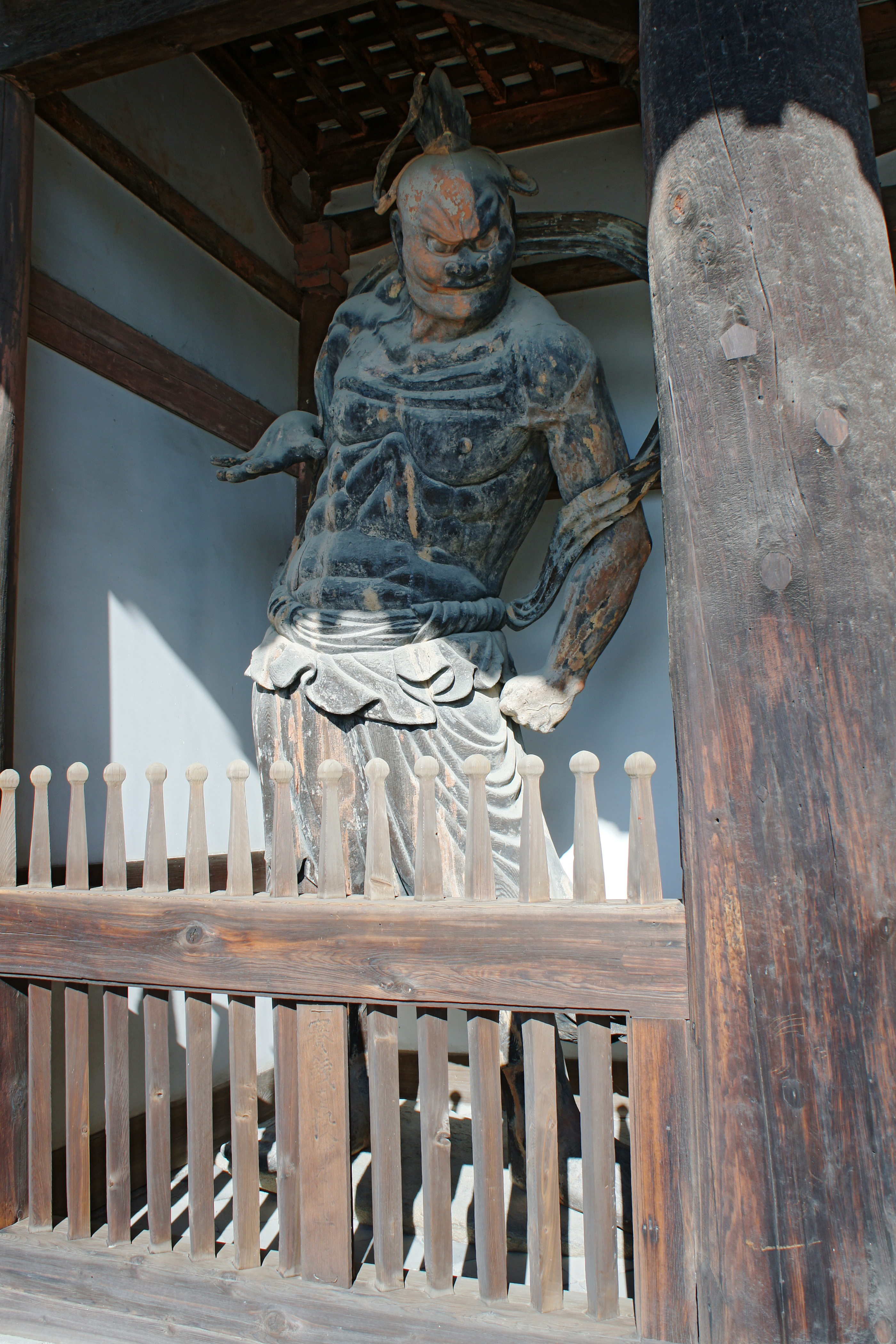
Un Niō a Hōryū-ji, Nara
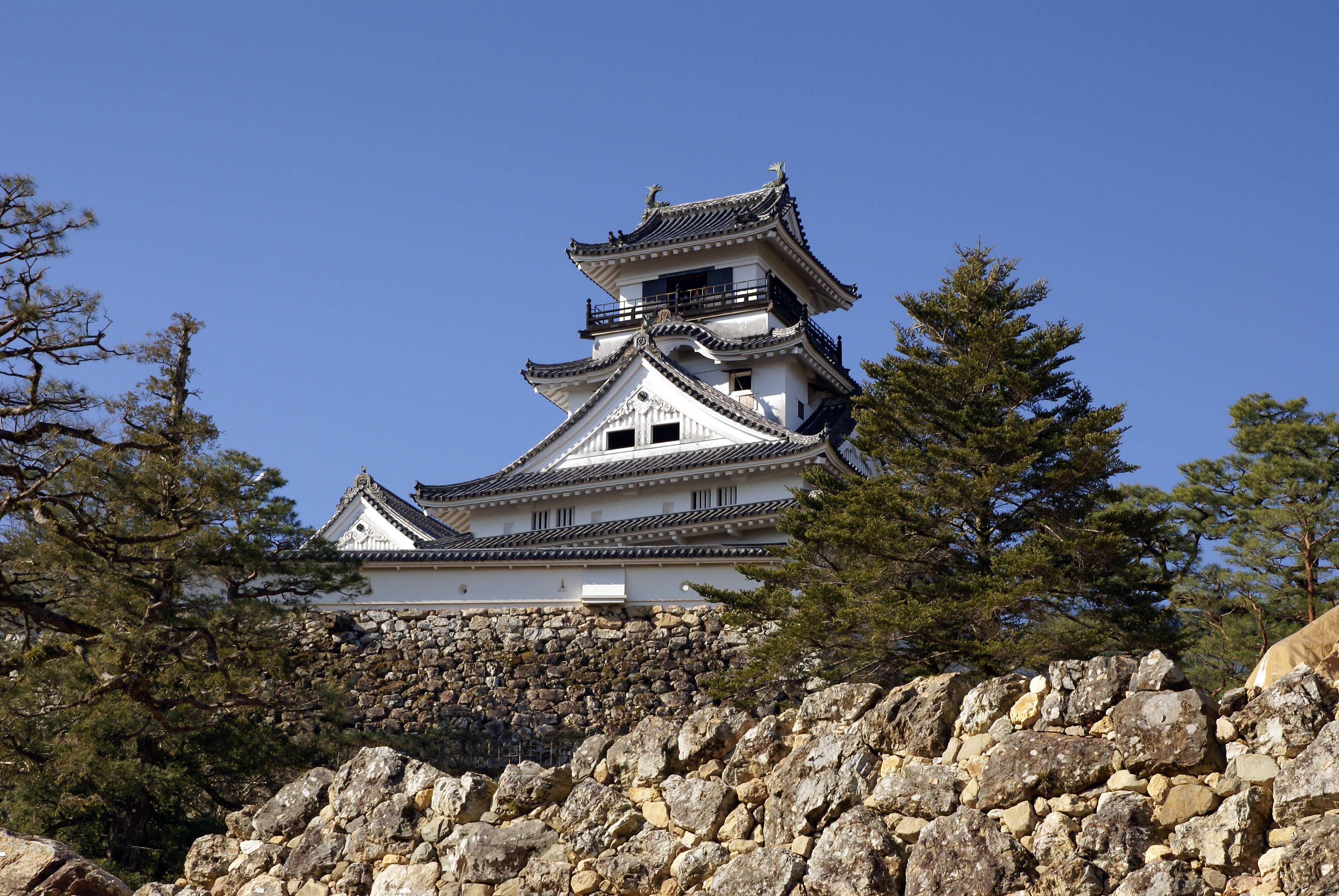
Castello di Kōchi, Prefettura di Kōchi
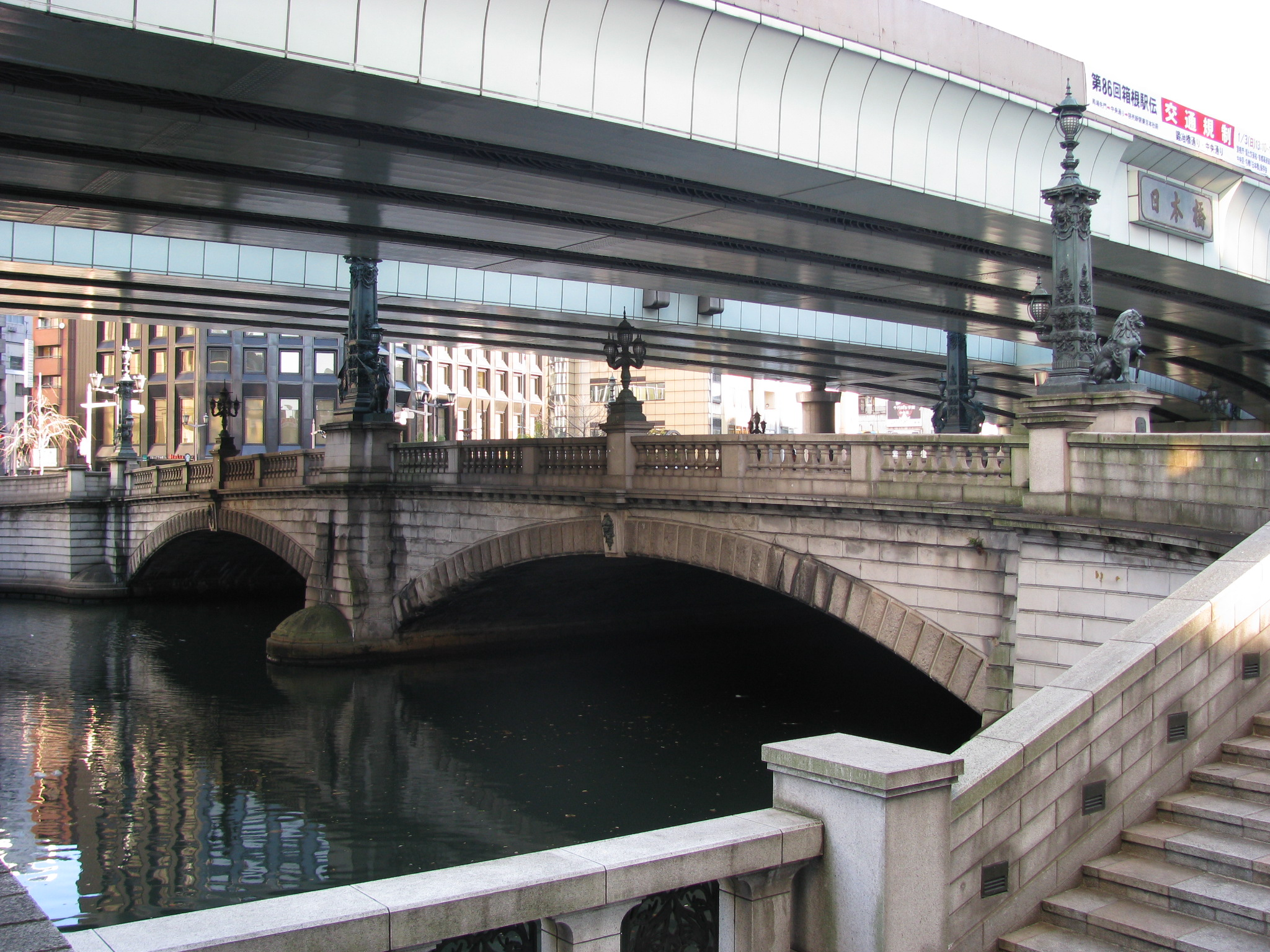
Ponte Nihon a Nihonbashi, Tokyo
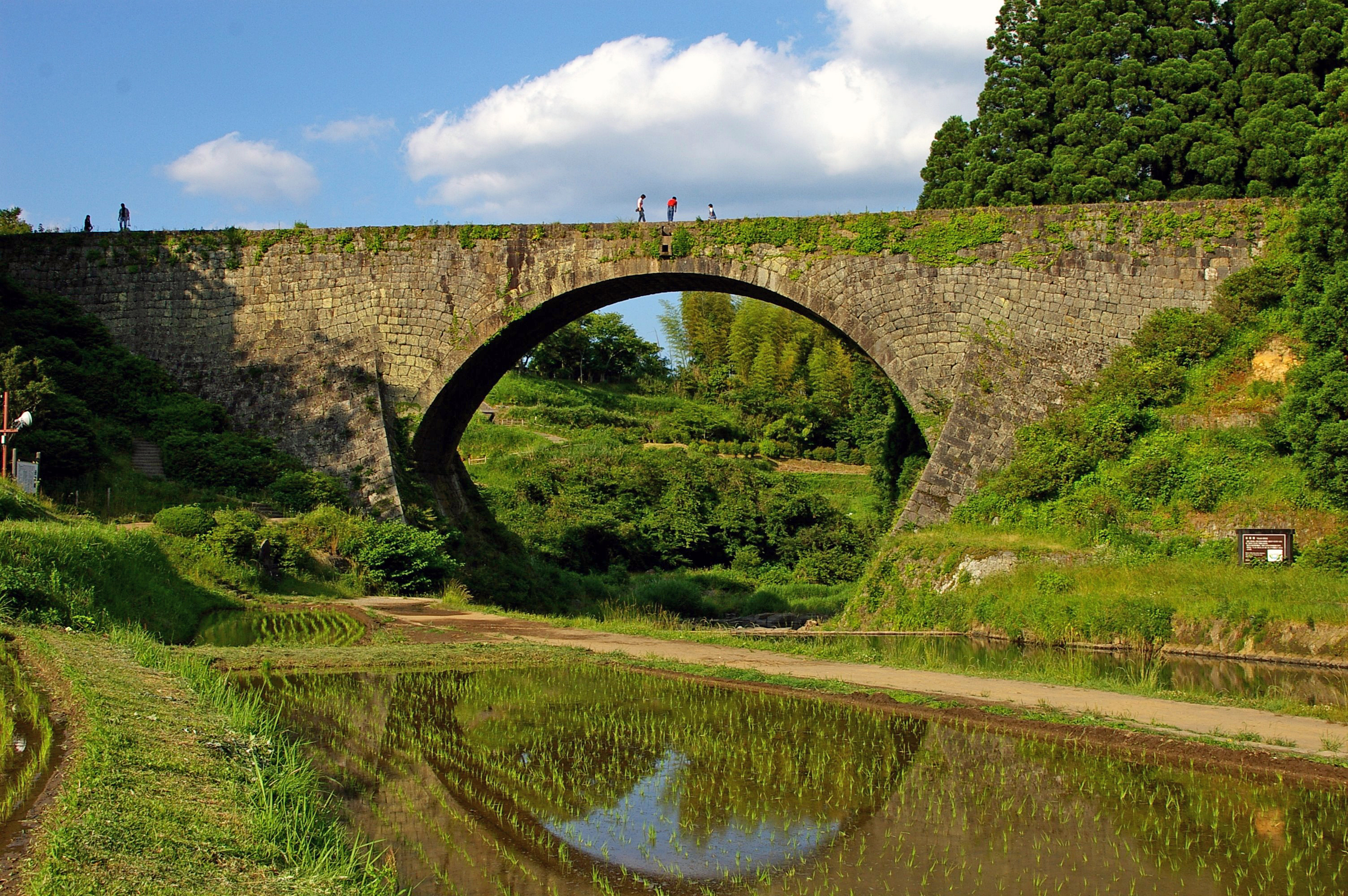
Ponte Tsūjun, Prefettura di Kumamoto
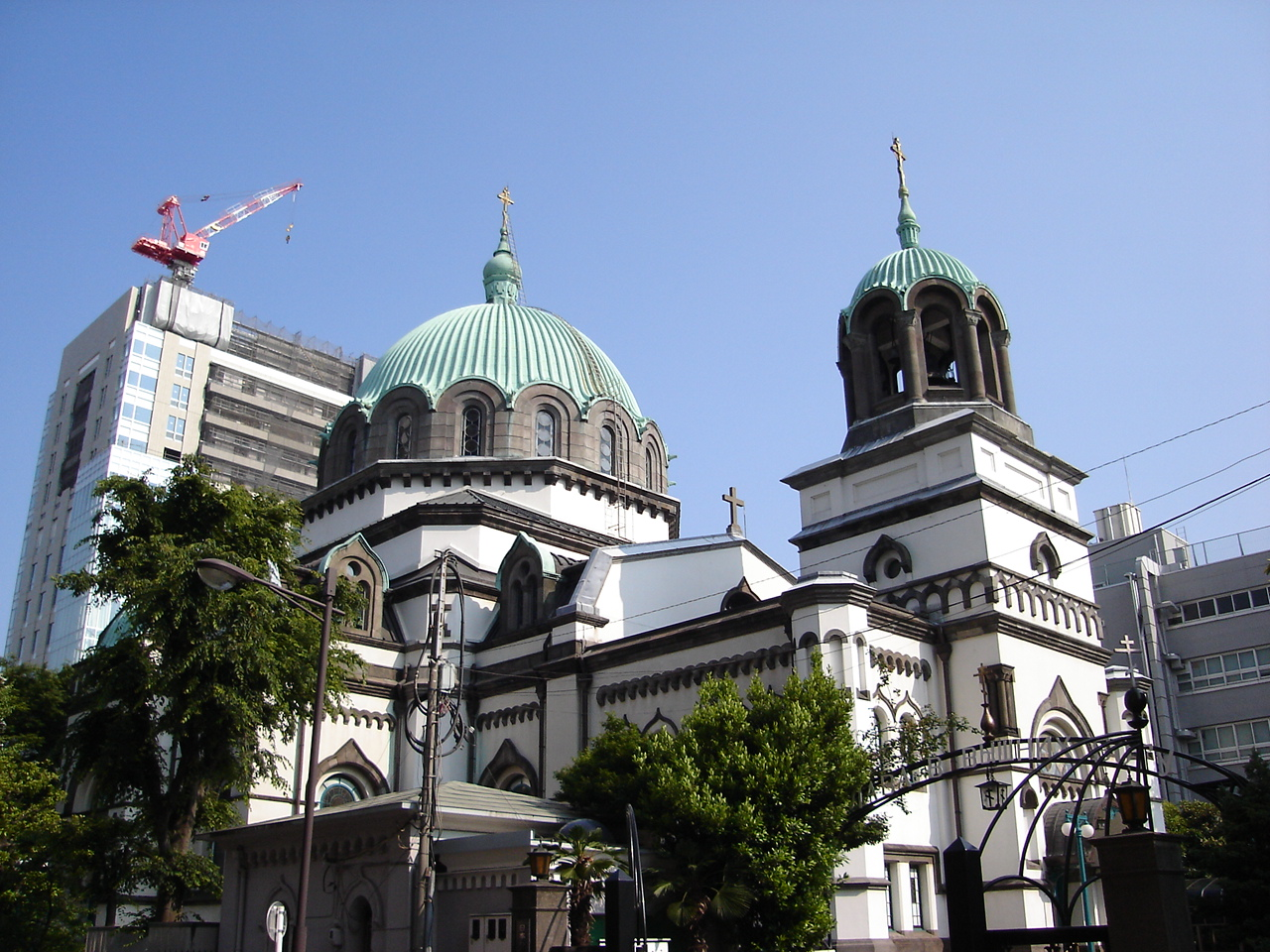
Cattedrale della Santa Resurrezione a Tokyo
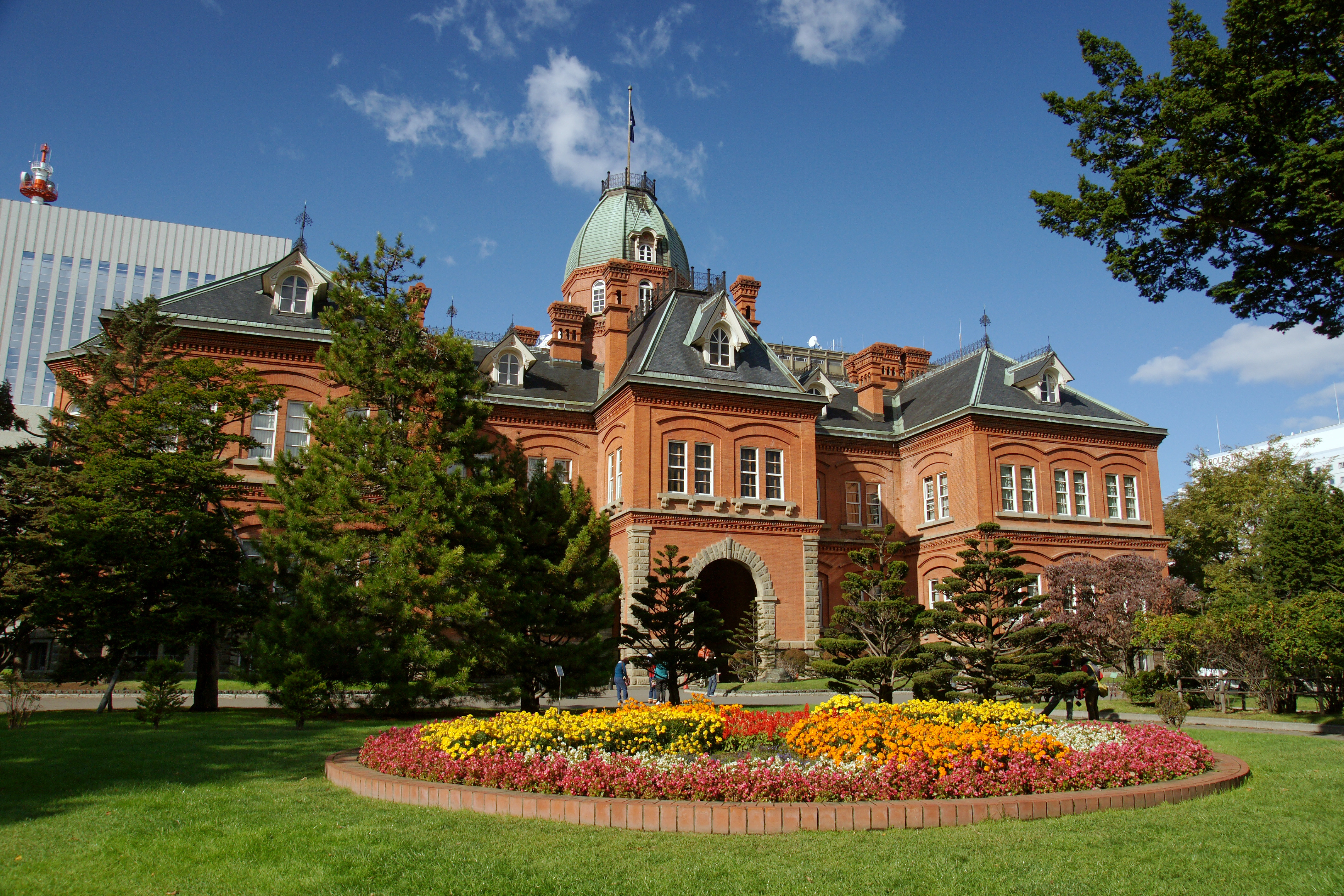
Edificio della ex sede del governo di Hokkaidō
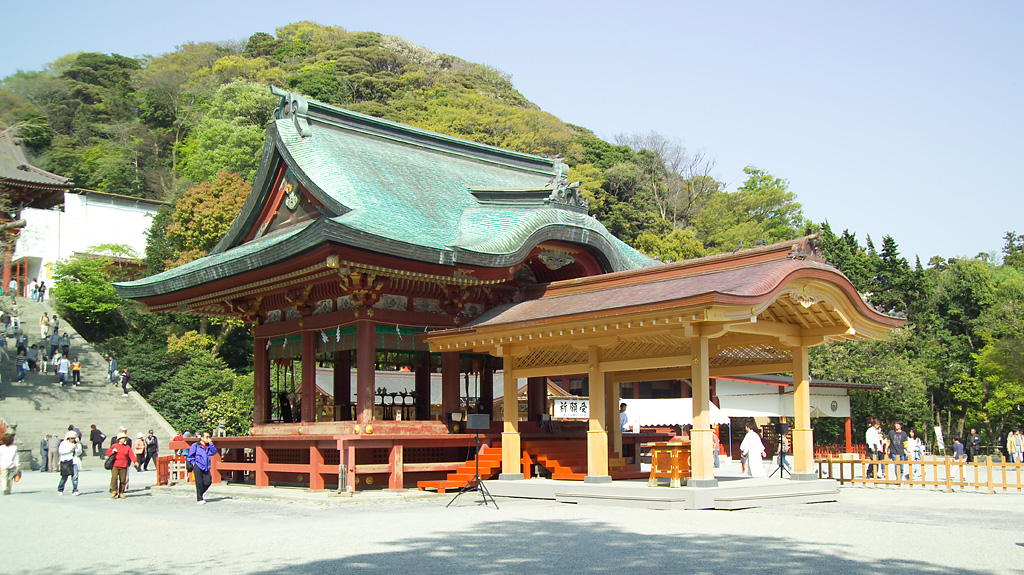
Tsurugaoka Hachiman-gū Prefettura di Kamakura
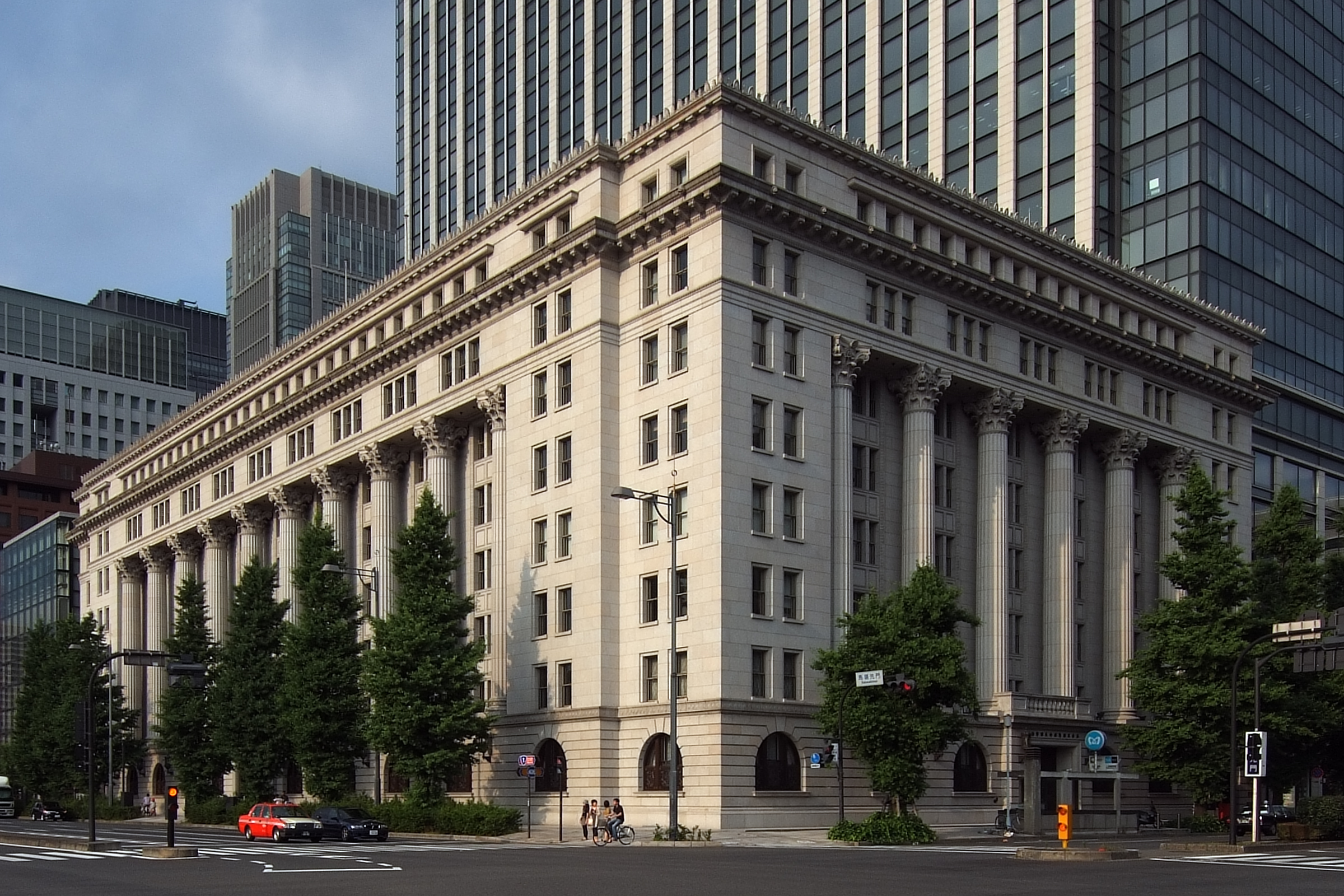
Meiji Seimei Kan a Tokyo
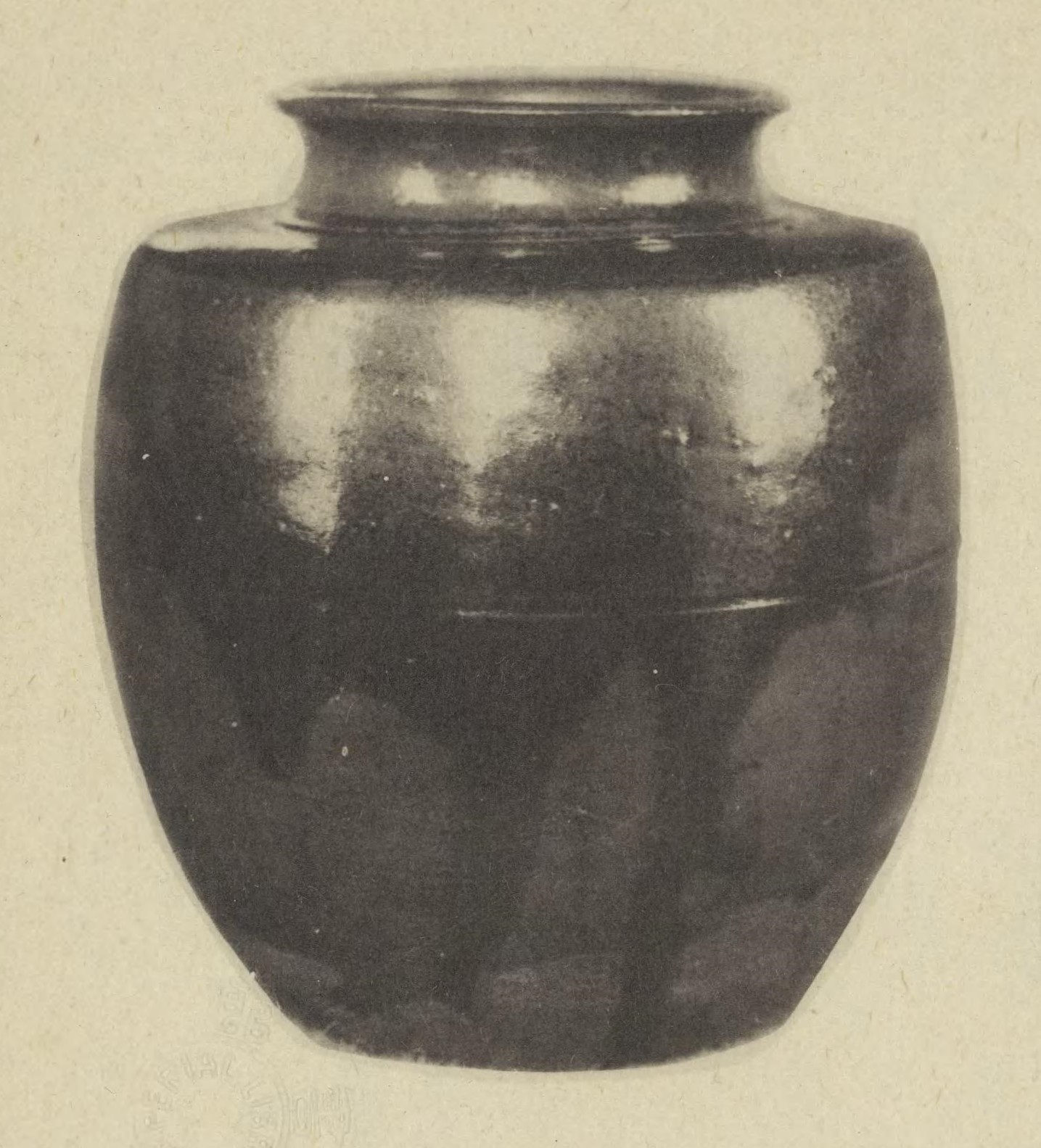
Teiera Hatsuhana, uno degli utensili speciali per la cerimonia del tè, esposto nella Tokugawa Memorial Foundation